# (37085) 2000 UO63
2000 UO63 (asteroide 37085) é um asteroide da cintura principal. Possui uma excentricidade de 0.16643750 e uma inclinação de 4.04161º.
Este asteroide foi descoberto no dia 25 de outubro de 2000 por LINEAR em Socorro.